# World Team Challenge 2010
Die 9. World Team Challenge 2010 (offiziell: ODLO-Biathlon-WTC 10/11) war ein Biathlonwettbewerb, der am 27. März 2011 in der Veltins-Arena in Gelsenkirchen stattfand.
Die Veranstaltung musste aus Sicherheitsgründen vom 30. Dezember 2010 auf den 27. März 2011 verschoben werden, nachdem Teile des Daches durch Schneemassen beschädigt worden waren.
Gewonnen hat das russische Team mit Jewgeni Ustjugow und Swetlana Slepzowa.

## Teilnehmer
Es gingen insgesamt zehn Teams mit Teilnehmern aus sieben Nationen an den Start. Mit Christoph Sumann und Kaisa Mäkäräinen trat dieses Jahr nur ein gemischtes Team an. Während Österreich zuvor nur den Männer-Part in gemischten Mannschaften besetzt hatte, stellte es erstmals auch ein komplettes Team.

## Ergebnisse
| Platz | Name                                      | Land                | Zeit (min) |
| ----- | ----------------------------------------- | ------------------- | ---------- |
| 1     | Jewgeni Ustjugow und Swetlana Slepzowa    | Russland            | 39:49,1    |
| 2     | Florian Graf und Kathrin Hitzer           | Deutschland I       | +0:11,5    |
| 3     | Michael Greis und Andrea Henkel           | Deutschland II      | +1:14,7    |
| 4     | Ole Einar Bjørndalen und Tora Berger      | Norwegen            | +1:21,5    |
| 5     | Christoph Sumann und Kaisa Mäkäräinen     | Österreich Finnland | +1:30,2    |
| 6     | Andrij Derysemlja und Walentyna Semerenko | Ukraine             | +1:34,2    |
| 7     | Tarjei Bø und Ann Kristin Flatland        | Norwegen            | +1:44,2    |
| 8     | Simon Eder und Iris Waldhuber             | Österreich          | +2:21,8    |
| 9     | Daniel Böhm und Tina Bachmann             | Deutschland III     | +2:37,5    |
| 10    | Tim Burke und Tracy Barnes-Coliander      | Vereinigte Staaten  | +2:37,9    |